# Zwei
Zwei（ヅヴァイ）は、日本のガールズバンド。
メジャーデビュー20周年を迎える2024年5月26日をもって活動休止。

## 概要
MeguとAyumuの女性2人組からなる音楽ユニット。ユニット名のZweiとは、ドイツ語で「ふたつ」を意味している。このほかに、二つの異なるマテリアル、すなわち「DIGITAL & ANALOG（生楽器の暖かさとデジタル楽器のスピード感）、U.K ROCK & J-POP（U.KのロックサウンドとJ-POPの癒しのメロディ）、VOICE & VISUAL（Ayumuの攻撃的な声とMeguの攻撃的なビジュアル）の融合」という意味が込められている。
日本で数多くのCMソングなどを手がけるイギリス人音楽プロデューサーのニック・ウッドが全面的にプロデュースする、初の日本人アーティストである。4thシングル「Dragon」からは、ビーイング系作曲家の大島こうすけを迎えるようになり、レーベルを移籍した現在も作曲・編曲などに携わっている。
5pb.Recordsへ移籍後は、本来のロック路線を継続しながらも、志倉千代丸をエグゼクティブプロデューサーに迎えてからは主にジャンルをアニメ・ゲームソング路線に活躍の幅を広げ、現在に至る。
Megu発案によるライブを盛り上げる際に行う「わっしょいコール」は、デビュー当時から行っており、現在もライブ・イベントに出演する際に行う恒例行事となっている。
ファンの事を、女性ファンは「ハニィ」、男性ファンは「男性（メンズ）ハニィ」と呼ぶ。

## メンバー
Megu
- ベース担当。一部アルバム曲ではピアノも演奏する。
- 5月24日生まれ。東京都出身。
- Zweiのリーダー。
- KERAの読者モデル出身、東放学園音響専門学校卒業。
- Zwei結成前は、Pineal、MIXJUCEというバンドで活動していた[3]。
- X（旧Twitter）を良く利用しており、イベント・ライブ以外でもファンとの交流を深めている。
- 学生時代から現在も、良くカラスに追い駆けられるエピソードを、X（旧Twitter）でネタにしたり[4]、イベントやラジオ番組に出演する際に述べる事がある。奇しくも2ndシングル「ワタシ飼いの唄」のMVにてカラスと共演するなど[5]、何かしらの縁がある模様。
- 2008年に「NAONのYAON」に参加しそこからサポートベーシストとしての活動を開始。2009年に入りCASCADEのサポートメンバーとしても活動。その他にもアフィリア・サーガ・いとうかなこ・宮崎羽衣・nao・LoVendoЯなどのライブ・レコーディングに参加。
- Zweiとして活動休止後は、介護ヘルパーとして働いている[6][7][注 3]。

Ayumu
- ボーカル担当。2014年からは単独名義で作詞・作曲を手掛ける。
- 3月20日生まれ。茨城県出身。
- バレーボール部に所属していた[8]。
- 高校卒業後は就職し、OLをしながら音楽活動をし[9]、2000年から2003年6月まで、CHERRYFEELのメンバーとして活動[注 4][10][11]。
- トレードマークはサングラス。ただしZweiとしてデビューする前（CHERRYFEEL時代）はサングラスをしておらず[12]、Zweiとしてメジャーデビュー以降ではユニバーサルJ に移籍後は外して活動していた。5pb移籍後は15枚目シングル「永劫真理のフェルマータ」のジャケット写真で久々にサングラスを外した姿を披露している。[13][14]
- Zwei以外にもソロ活動をしており、2007年10月7日にはCLASSIC ROCK JAMに出演したり[15]、2009年11月26日には「オカルティクスの魔女」でソロとしては初のCDデビューを飾った。
- Meguと同様、X（旧Twitter）をやっているものの、SNSは苦手であるとアミュレートラジオにてコメントしている。
- ロック・フェスティバル第6・7・9回「NAONのYAON」に出演者としてのクレジットはないものの、最後の方のみ飛び込み出演[16][17]。Zweiのボーカルとして第8・11回、同ロック・フェスティバルに正式出演。
- Zweiとして活動休止後は、Ayumu（Zwei）名義でソロシンガーとして活動中。

## 来歴
2002年
- 春：Meguが、都内のライブハウスのイベントで歌っていたAyumuの声に惹かれ、ユニットの結成を決意。二人が出逢う。それまでは、それぞれ別々のバンドで音楽活動をしていた。

2003年
- 6月：準備期間を経て、音楽ユニット・Zweiを結成。

2004年
- 5月26日：シングル「Movie Star」でデビュー。
- 8月23日：原宿アストロホールで、初のライブイベント「KERA&ABC-MART Presents Zwei meeting! "We are Movie Stars"」を開催。
- 10月14日：1stアルバム「Pretty Queen」をリリース。

2005年
- 4月2日 - 5月4日：初の全国ツアー「Zwei LIVE TOUR 2005 FEEL THE LIGHT」を全国18ヶ所で開催。

2006年
- 2月22日：1stDVD「Zwei in the BOX」をリリース。
- 9月2日：ファンイベント「ハニィ感謝祭 Zwei〜美しき罠〜」で、バップからユニバーサルJへのレーベル移籍を発表。

2007年
- 6月20日：レーベル移籍第1弾シングル「1+1=2」をリリース。

2008年
- 4月29日：Meguが、第6回「NAONのYAON」にサポートベーシストとして参加し[18]、翌年以降も、第10回を除き引き続き参加。
- 6月14日：ワンマンライブ「愛する人へ〜」をShibuya O-Crestで開催。
- 11月30日：ワークス・ディ・シィとの事務所契約が終了。

2009年
- 1月29日：メルマガと公式サイトにおいて、ワークス・ディ・シィからの事務所移籍を発表、レイジット企画所属となる[19]。
- 4月15日：Meguが同年再結成したCASCADEのサポートメンバーとして活動を開始。CASCADEのミニアルバム「VIVO」に参加。
- 8月15日：Ayumuが、pcゲーム『うみねこのなく頃に散 episode5 - End of the golden witch』の主題歌（曲名は「オカルティクスの魔女」）を担当。その後11月8日に開催された「Live 5pb. 2009」にソロとして初出演[15]。同月26日に同曲がCD化され、ソロとしては初のCDデビューを飾った。
  - 公式発表は無いものの、この頃からレーベルをユニバーサルJから5pb.Recordsへ移籍。

2010年
- 6月24日：PCゲーム「光輪の町、ラベンダーの少女」の挿入歌を担当。
- 8月4日：2度目のレーベル移籍第1弾シングル「小指のパラドックス」をリリース。
- 8月25日：上記の同名PCゲームの挿入歌「メフィストフェレスの黙示」が、スプリット・シングルとして『光輪の町、ラベンダーの少女 主題歌シングル』に収録されリリース。
- 10月16日:Zweiとして「Live5pb.」に初出演。

2011年
- 2月9日：Meguが黒夢のトリビュートアルバム「FUCK THE BORDER LINE」（11曲目「Like @ Angel」）にCASCADEで参加[20]。
- 6月9日：Meguが甲状腺機能亢進症を発症、2ヶ月間の休養に伴いサポートメンバーとして参加していたCASCADEのツアーを辞退した[21]。8月14日に、東京ビッグサイトにて行われた「ComicMarket SuperStage」のライブイベントに復帰した[22]。

2012年
- 6月27日：「拡張プレイス」をリリース。スマッシュヒットとなった。
- 8月25日：Animelo Summer Liveに初出演。
- 9月1日：アミュレートに所属事務所を移籍。
- 11月21日：「純情スペクトラ」をアニプレックス[注 5] からリリース。前作と同様、好セールを記録。
- 12月31日：アニソンキングに初出演。

2013年
- 4月24日：3枚目にしてレーベル移籍第1弾アルバム「Re:Set」をリリース。
- 4月28日：ワンマンライブ『Re:Set』を代官山UNITで開催。
- 7月27日〜28日：ドイツで行われたアニメコンベンション・AnimagiC 2013 (AnimagiC) に参加。ユニット名の起源となったドイツで初の海外公演を行い、翌年以降も参加。
- 8月24日：Animelo Summer Liveに2年連続で出演。

2014年
- 3月16日：デビュー10周年記念ワンマンライブ『Zwei LIVE2014　10th Anniversary 〜ON STAGE〜』を吉祥寺CLUB SEATAで開催。
- 4月29日：Zweiとして、第8回「NAONのYAON」に初出演。
- 4月30日：いとうかなことのコラボレーション・シングル、「Brave the Sky」をリリース。
- 8月29日から8月31日にオランダで行われたアニメコンベンション・Abunai!2014 (Abunai!) に参加。

2015年
- 2月9日：ニコファーレで行われたゲームメーカー・Rejetの新作発表会『スノーヴァージンロード』に出演。[23][24]。
- 8月26日：4枚目のアルバム「NEO MASQUE」をリリース。
- 8月29日〜8月30日：マレーシアのアニメイベント「ANIMANGAKI」に出演。
- 9月27日：高田馬場CLUB PHASEにて、ツーマンライブ「Live A to Z 〜Zwei / AiRI 2man Live〜」を開催。
- 10月4日：心斎橋CLUB DROPにて、同じくツーマンライブ「Live V to Z 〜Zwei / VERTUEUX 2man Live〜」を開催。

2016年
- 3月17日：4月2日から放送されるテレビアニメ『テラフォーマーズ リベンジ』エンディング主題歌を担当[25]。
- 4月13日：ニコニコ動画公式チャンネル、Zweiチャンネル 2.8番街を開始[26]。
- 5月25日：上記の同名テレビアニメエンディング主題歌収録ミニアルバム「Red Zone〜THE ANIMATION "TERRAFORMARS REVENGE" SONGS」に『Red Zone』が1曲目に収録されリリースされた。
- 6月12日：Zweiとして2年ぶりに、第11回「NAONのYAON」に出演。田村直美とのコラボレーションで、浜田麻里「Heart and Soul」を披露した[27]。
- 6月19日：高田馬場CLUB PHASEにて、ワンマンライブ「ONE MAN LIVE SHOW !　〜Zweiちゃんとワッショイしませんか〜」を開催[28]。
- 8月26日：Animelo Summer Liveに3年ぶりに出演[29]。

2017年
- 6月18日：ワンマンライブ「Zweiワンマンライブ2017 〜Ley Line〜」を開催。

2019年
- 9月25日：5枚目のアルバム「愛しかない」をリリース。

2020年
- 1月26日：科学ADVライブ S;G 1010th ANNIVERSARYに出演。

2023年
- 3月5日：MAGES;FES 2023に出演。

2024年
- 5月26日：2024年5月26日をもって活動休止[30]

## ディスコグラフィ
（1st - 5thシングル、1st - 2ndアルバム、1stDVDはバップ時代の作品。6th - 7thシングルはユニバーサルJ時代の作品。12thシングルはアニプレックスからのリリース。）

### シングル
|      | 発売日         | タイトル                 | 規格品番                                          | 最高位 |
| ---- | -------------- | ------------------------ | ------------------------------------------------- | ------ |
| 1st  | 2004年5月26日  | Movie Star               | VPCC-82177                                        | 98位   |
| 2nd  | 2004年7月22日  | ワタシ飼いの唄           | VPCC-82178                                        | 89位   |
| 3rd  | 2005年3月23日  | 光                       | VPCC-82194                                        | 97位   |
| 4th  | 2005年7月21日  | Dragon                   | VPCC-82197                                        | 97位   |
| 5th  | 2005年11月16日 | FAKE FACE／白い街        | VPCC-82201                                        | 80位   |
| 6th  | 2007年6月20日  | 1+1=2                    | UPCH-5470                                         | 160位  |
| 7th  | 2008年6月11日  | DISTANCE                 | UPCH-5539                                         | 200位  |
| 8th  | 2010年8月4日   | 小指のパラドックス       | VGCD-1059                                         | 188位  |
| ※    | 2010年8月25日  | メフィストフェレスの黙示 | VGCD-1066                                         | 101位  |
| 9th  | 2011年6月22日  | 風の旋律                 | FVCG-1157                                         | 圏外   |
| 10th | 2012年1月25日  | イナンナの見た夢         | YZPB-5001                                         | 116位  |
| 11th | 2012年6月27日  | 拡張プレイス             | SVWC-7858                                         | 49位   |
| 12th | 2012年11月21日 | 純情スペクトラ           | SVWC-7908/9（初回限定盤） SVWC-7910（通常盤）     | 33位   |
| 13th | 2013年7月24日  | Heading For Tomorrow     | FVCG-1253                                         | 圏外   |
| 14th | 2014年6月25日  | 約束のオーグメント       | FVCG-1302（ロボノ・コラボ盤） FVCG-1303（通常盤） | 126位  |
| 15th | 2015年1月28日  | 永劫真理のフェルマータ   | FVCG-1333                                         | 圏外   |
| 16th | 2015年11月25日 | ライア                   | FVCG-1355                                         | 123位  |
| 17th | 2016年11月30日 | MY OWN LIFE              | FVCG-1403                                         | 圏外   |
| 18th | 2017年11月8日  | 数奇なるファクタ         | USSW-0063                                         | 181位  |
| 19th | 2018年4月25日  | LAST GAME                | USSW-0093                                         | 81位   |
| 20th | 2018年12月26日 | Avant Story              | USSW-0136                                         | 圏外   |
| 21st | 2019年4月17日  | 青き炎                   | USSW-0181                                         | 圏外   |
| 22nd | 2020年9月5日   | The way                  | FPBD-0597                                         | 圏外   |
| 23rd | 2020年12月29日 | For SHARE!               | -                                                 | 圏外   |
| 24th | 2021年11月10日 | 歩-Fu-                   | -                                                 | 圏外   |
| 25th | 2023年11月30日 | Escape from this world   | -                                                 | 圏外   |

### アルバム
|            | 発売日         | タイトル     | 規格品番   | 規格品番   | 最高位 |
| 初回限定盤 | 発売日         | タイトル     | 通常盤     |            | 最高位 |
| ---------- | -------------- | ------------ | ---------- | ---------- | ------ |
| 1st        | 2004年10月14日 | Pretty Queen | VPCC-81494 | VPCC-81495 | 30位   |
| 2nd        | 2005年12月21日 | Z            |            | VPCC-81532 | 99位   |
| 3rd        | 2013年4月24日  | Re:Set       | FVCG-1231  | FVCG-1232  | 155位  |
| 4th        | 2015年8月26日  | NEO MASQUE   |            | FVCG-1348  | 圏外   |
| 5th        | 2019年9月25日  | 愛しかない   |            | USSW-0204  | 圏外   |

### ミニアルバム
|            | 発売日        | タイトル | 規格品番 | 規格品番  | 最高位 |
| 初回限定盤 | 発売日        | タイトル | 通常盤   |           | 最高位 |
| ---------- | ------------- | -------- | -------- | --------- | ------ |
| 1st        | 2017年6月21日 | Ley Line |          | USSW-0042 | 圏外   |

### 映像作品
|     | 発売日        | タイトル        | 規格品番   |
| --- | ------------- | --------------- | ---------- |
| 1st | 2006年2月22日 | Zwei in the BOX | VPBQ-19028 |

### コラボレーション・シングル
| 発売日        | タイトル （発売元）                                  | 収録曲 |
| ------------- | ---------------------------------------------------- | --- |
| 2014年4月30日 | Brave the Sky （5pb.Records）                        | 1. Brave the Sky - PCゲーム『バレットソウル -インフィニットバースト-』オープニングテーマ - 作詞：漆野淳哉、作曲：鳥海剛史、編曲：大島こうすけ、歌：いとうかなこ×Zwei 2. Brave the Sky （いとうかなこ ver.） 3. Brave the Sky（Zwei ver.） 4. Brave the Sky（off vocal） |
| 2019年4月4日  | TVアニメ「BAKUMATSUクライシス」OP&ED （5pb.Records） | 1. Brave Rejection (TVSize) / Hi!Superb 2. 青き炎 (TVSize) / Zwei |

### コンピレーション・ミニアルバム
| 発売日        | タイトル 発売元                                                      | 収録曲   | 規格品番  |
| ------------- | -------------------------------------------------------------------- | -------- | --------- |
| 2016年5月25日 | Red Zone〜THE ANIMATION "TERRAFORMARS REVENGE" SONGS （5pb.Records） | Red Zone | FPBD-2620 |

### Ayumuソロシングル
| 発売日         | タイトル （発売元）                  | 収録曲 |
| -------------- | ------------------------------------ | --- |
| 2009年11月26日 | オカルティクスの魔女 （5pb.Records） | 1. オカルティクスの魔女 - PCゲーム『うみねこのなく頃に散 episode5 - End of the golden witch』主題歌 - 作詞・作曲：志倉千代丸、編曲：上野浩司、歌：Ayumu 2. Bring The Fate - PCゲーム『うみねこのなく頃に episode1 - Legend of the golden witch』エンディングテーマ - 作曲・編曲・演奏：土井宏紀 3. オカルティクスの魔女 Miracles Mix - 作詞・作曲：志倉千代丸、編曲：土井宏紀 4. オカルティクスの魔女（off vocal） |

### タイアップ
| 楽曲                     | タイアップ                                                                                     |
| ------------------------ | ---------------------------------------------------------------------------------------------- |
| Movie Star               | 日本テレビ系『ぐるぐるナインティナイン』エンディングテーマ                                     |
| Movie Star               | 日本テレビ系『AX MUSIC-TV』AX POWER PLAY #059                                                  |
| ワタシ飼いの唄           | 日本テレビ系『カミングダウト』エンディングテーマ                                               |
| ワタシ飼いの唄           | 札幌テレビ制作・日本テレビ系『爆笑問題のススメ』2004年7月エンディングテーマ                    |
| ワタシ飼いの唄           | フジテレビ系『孝太郎ラボ』エンディングテーマ                                                   |
| ワタシ飼いの唄           | テレビ東京系「筋肉強女」エンディングテーマ                                                     |
| Pretty Queen             | 札幌テレビ制作・日本テレビ系『爆笑問題のススメ』2004年10月エンディングテーマ                   |
| 光                       | 日本テレビ系『(秘)ひらめ筋』エンディングテーマ                                                 |
| Dragon                   | 中京テレビ制作・日本テレビ系『サルヂエ』エンディングテーマ                                     |
| FAKE FACE                | TBS系『CDTV』エンディングテーマ                                                                |
| 白い街                   | STVラジオ推薦曲、第25回さっぽろホワイトイルミネーション・コラボレートキャンペーンソング        |
| Denny                    | MUSIC UP's：POsCAM OFFICIAL ARTIST 採用曲                                                      |
| 1+1=2                    | TBS系『個人授業〜正しい和田アキ子の作り方〜』オープニングテーマ                                |
| DISTANCE                 | TBS系『恋するハニカミ!』6月度エンディングテーマ                                                |
| 小指のパラドックス       | Xbox 360用ゲームソフト『Memories Off ゆびきりの記憶』1stオープニングテーマ                     |
| メフィストフェレスの黙示 | PCゲーム『光輪の町、ラベンダーの少女』挿入歌                                                   |
| Forever more             | PSP用ゲームソフト『Memories Off 6 Next Relation』オープニングテーマ                            |
| 風の旋律                 | PSP用ゲームソフト『Memories Off ゆびきりの記憶』オープニングテーマ                             |
| イナンナの見た夢         | PSP用ゲームソフト『うみねこのなく頃に散 〜真実と幻想の夜想曲〜』オープニングテーマ             |
| 拡張プレイス             | PS3・Xbox 360用ゲームソフト『ROBOTICS;NOTES』オープニングテーマ                                |
| 純情スペクトラ           | テレビアニメ『ROBOTICS;NOTES』オープニングテーマ                                               |
| 幻影のメビウス           | PS3・PlayStation Vita用ゲームソフト『Memories Off ゆびきりの記憶』オープニングテーマ           |
| あの夏の日の想い出       | PS3・Xbox 360用ソフト『STEINS;GATE 線形拘束のフェノグラム』エンディングテーマ                  |
| Heading For Tomorrow     | Xbox 360用ソフト『怒首領蜂最大往生』エンディングテーマ                                         |
| infinite wish            | PS3・Xbox 360用ソフト『ファントムブレイカー エクストラ』エンディングテーマ                     |
| Brave the Sky            | Xbox 360用ソフト『バレットソウル -インフィニットバースト-』オープニングテーマ                  |
| 約束のオーグメント       | PlayStation Vita専用ソフト『ROBOTICS;NOTES ELITE』オープニングテーマ                           |
| 永劫真理のフェルマータ   | PlayStation Vita専用ソフト『カデンツァ フェルマータ アコルト：フォルテシモ』オープニングテーマ |
| Toxxin'                  | ドラマCD『LIP ON MY PRINCE』主題歌                                                             |
| Lovesique                | ドラマCD『MOTTO❤LIP ON MY PRINCE』主題歌                                                       |
| ライア                   | PS3・PS4・PS Vitaゲーム『STEINS;GATE 0』エンディングテーマ                                     |
| 真っ向                   | PlayStation Vita専用ソフト『BELIEVER!』オープニングテーマ                                      |
| Red Zone                 | テレビアニメ『テラフォーマーズ リベンジ』エンディングテーマ                                    |
| MY OWN LIFE              | テレビアニメ『侍霊演武:将星乱』エンディングテーマ                                              |
| 数奇なるファクタ         | PS4・PS Vita・Xbox Oneゲーム『OCCULTIC;NINE』エンディングテーマ                                |
| Sword of Swear           | アニメ『少年錦衣衛』プロモーション曲                                                           |
| LAST GAME                | テレビアニメ『シュタインズ・ゲート ゼロ』エンディングテーマ                                    |
| Avant Story              | ゲーム『ROBOTICS;NOTES DaSH』主題歌                                                            |
| 青き炎                   | テレビアニメ『BAKUMATSUクライシス』エンディングテーマ                                          |
| 春告げ                   | ゲーム『メモリーズオフ -Innocent Fille- for Dearest』エンディングテーマ                        |
| For SHARE!!              | ゲーム『Go!Go!5次元GAME ネプテューヌ re★Verse』オープニングテーマ                              |
| Escape from this world   | ゲーム『DesperaDrops／デスペラドロップス』オープニングテーマ                                   |
| Beginning of dream       | ゲーム『DesperaDrops／デスペラドロップス』エンディングテーマ                                   |

## メディア出演

### インターネット番組
- Zweiチャンネル 2.8番街 (ニコニコ動画公式チャンネル、2016年4月13日 - 不定期放送)

### ラジオ番組
- Zwei★★in Motion!（AIR-G'、終了）
- Zwei Style（TOKYO FM、終了）
- MUSIC LAGER『Zwei Pretty Queen』（ふくしまFM、終了）
- アミュレートラジオ（HiBiKi Radio Station、終了）アフィリア・サーガ・いとうかなこと週替わりでパーソナリティを務める

### 雑誌定期連載
- KERA（2007年3月号の連載をもって終了）
- 月刊歌謡曲『Zwei 野性の証明』（2006年5月号の連載をもって終了）
- フリーペーパー「FAB」Vol.1 - Vol.11（2007年4月 - 2008年9月）